# Bischofschloss (Markdorf)

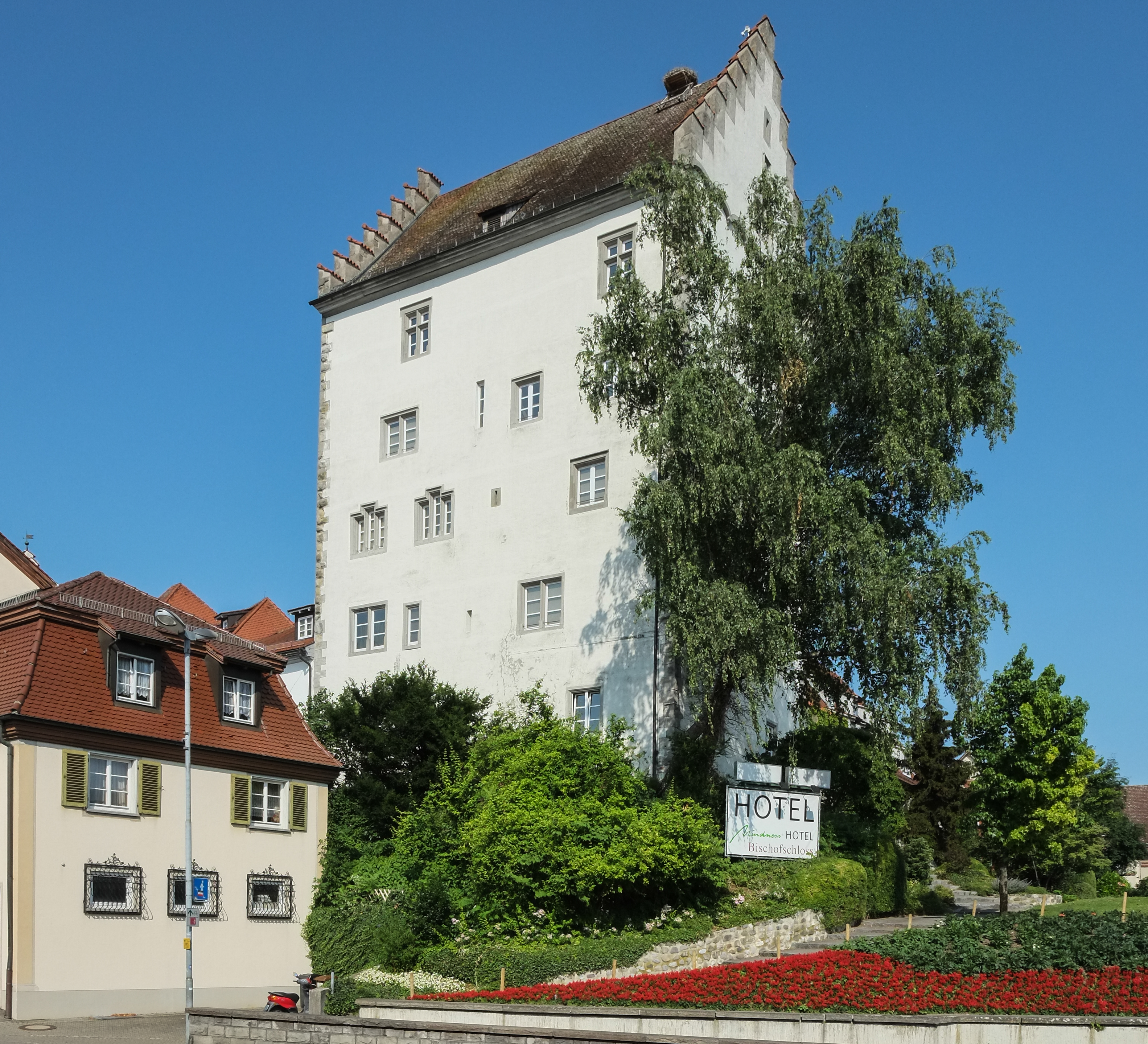
Bischofschloss

Das Bischofschloss ist ein historisches Gebäude in der Altstadt von Markdorf im Bodenseekreis im Süden Baden-Württembergs.

## Geschichte
Zum ersten Mal wurde das Bischofschloss von Markdorfer beziehungsweise Homburger Rittern um 1300 erwähnt. 1414 ging die Herrschaft über Markdorf an den Fürstbischof von Konstanz über. Ab 1510 ließ Hugo von Landenberg die Burg an der Stadtmauer zu einem beeindruckenden Wohnturm ausbauen und soll ihn zwischen 1529 und 1531 als Wohnsitz genutzt haben. Aus dieser Zeit dürfte der so genannte Rittersaal im obersten Stockwerk stammen (heute als Tagungsraum und Festsaal genutzt). Sein Nachfolger war Reichsvizekanzler Balthasar Merklin. In der Folge diente das Schloss den Konstanzer Bischöfen immer wieder als Sommerresidenz. 1536 ließ Kardinalfürstbischof Markus Sittich den Garten beim Schloss anlegen. Unter Fürstbischof Johann Franz Schenk von Stauffenberg wurden um 1730 die drei mittleren Geschosse des Turms barockisiert. Etwa zur gleichen Zeit ließ er entlang der westlichen Stadtmauer zwischen Wohnturm und Unterem Stadttor den so genannten Langhausanbau errichten, das Neue Schloss. 1737 wurde die Schlossscheuer an der südlichen Stadtmauer neu erbaut. Nach der Säkularisation im Eigentum des Großherzogtums Baden. gingen die Schlossbauten in der Mitte des 19. Jahrhunderts an Privateigentümer über. Seit 1985 wird das Ensemble aus Bischofschloss, Neuem Schloss und ehemaliger Schlossscheuer (1984 unter Erhalt der mittelalterlichen Stadtmauer neu errichtet) als Hotel genutzt.
Im Oktober 2015 wurde der Öffentlichkeit eine im Auftrag der Stadt Markdorf erarbeitete Machbarkeitsstudie zur Nutzung des Ensembles als Rathaus vorgestellt. Der Baubeschluss des Gemeinderates, das Rathaus ins Bischofschloss zu verlegen, wurde im Dezember 2018 durch einen Bürgerentscheid aufgehoben.